# Puolanka
Puolanka este o comună din Finlanda.